# Sonoritet
Sonoritet (efter lat. sonorus 'ljudande', 'klingande') betecknar den relativa hörbarheten (hörstyrkan) hos språkljuden. De öppna vokalerna (/a/-ljuden) är de mest sonora medan de tonlösa klusilerna återfinns i nedre ändan av skalan. Sonoriteten ligger bl.a. till grund för indelningen av språkljuden i sonoranter och obstruenter.   

## Sonoritetsskalan
Siffervärdena i denna tabell utgör inte någon standard. 
| Värde | Talljud           | Klass (1) | Klass (2) |
| ----- | ----------------- | --------- | --------- |
| 1     | Klusil            | Obstruent | Konsonant |
| 2     | Affrikata         | Obstruent | Konsonant |
| 3     | Frikativa         | Obstruent | Konsonant |
| 4     | Nasal             | Sonorant  | Konsonant |
| 5     | Likvida           | Sonorant  | Konsonant |
| 6     | mera sluten Vokal | Sonorant  | Vokal     |
| 7     | mera öppen Vokal  | Sonorant  | Vokal     |

Begreppet "sonoritet" (ty. Schallfülle) introducerades av Eduard Sievers (1881) för att beskriva strukturen hos stavelser, dvs. deras fonotax. Tanken är den att sonoriteten inom en stavelse först stiger för att nå sitt maximum i stavelsens kärna och därefter sjunker. Det mest sonora segmentet i en stavelse utgör dess kärna, och eventuella segment före och efter stavelsekärnan har alltid lägre sonoritet. 
Ett problem består däri att det i vissa språk, även i svenskan, förekommer stavelser där en tonlös frikativa står på avigsidan om en tonlös klusil. Eftersom frikativor är mera hörbara än klusiler har de enligt sonoritetsprincipen sin rätta plats närmare kärnan. Enligt den principen skulle ord som "tsar" och "häst" vara okej, men inte ord som "står" och "hets".

## Svenskan
Som lösning på ovanstående problem, sätter Tomas Riad upp följande sonoritetsskala för svenskan för att beskriva i vilken ordning ljuden kommer i en stavelse:
| Värde  | Talljud       |
| ------ | ------------- |
| Lägsta | s             |
|        | f b d g p t k |
|        | ŋ ng n m v    |
|        | (h ɧ ɕ) r l j |
| Högsta | vokaler       |

Sonoriteten ökar i stavelsen till vokalkärnan och sedan minskar den igen. Riad menar också att s, p, t och k är så flexibla att de kan byta plats med varandra. För stavelsens slut har han följande exempel:
| Stigande | Avtagande |
| -------- | --------- |
| kvast    | plats     |
| kask     | ke[ks]    |
| visp     | keps      |

Han menar också att det kan förekomma två fonem med samma sonoritetsvärde i följd. Som exempel har han bor[j] och namn.